# مرسيدس بنز أف700
مرسيدس بنز أف هي سيارة مبتكرة لسيارة سيدان فاخرة أطلقتها مرسيدس في معرض فرانكفورت عام 2008. عرضت مرسيدس من خلال لسيارة مجموعة من التقنيات الجديدة التي أصبحت في نهاية المطاف مدخلا إلى إنتاج نماذج كثيرة وأستعملت في كثير من الفئات التي بعدها. يبلغ طول السيارة 5.17 متر ومزودة بمحرك من 4 إسطوانات بقوة 258 حصانا. وتستخدم السيارة 5.3 ليتر من البنزين لكل 100 كلم، كما أن عادمها لا يبث أكثر من 127 غراما من ثاني أوكسيد الكربون في كل كيلومتر تقطعه السيارة. تم تصميم السيارة في إستوديوهات شركة مرسيدس في إرفين، كاليفورنيا في الولايات المتحدة، حيث كانت الرفاريف والتنانير الجانبية ومقابض الأبواب مستوحات من تصميم الفئة إس لسنة 2007، أما العجلات فبقياس 21 بوصة بتصميم الشفرات المتعددة ذات الشكل الرياضي الفخم.

## محرك ديزل أوتو
ديزل أوتو هو محرك ثوري هجين يتألف من محرك يعمل على البنزين لكنه يعمل تماما كمحرك الديزل مكون من أربع أسطوانات مع معدل إستهلاك منخفض جدا للوقود. هذا المحرك الهجين يقترن بعلبة تروس من 7 نسب أمامية أوتوماتيكية، هذه التركيبة تسمح للسيارة التسارع من 0 إلى 100 كلم بالساعة في غضون 7.5 ثانية أما السرعة القصوى فتبلغ 200 كلم بالساعة. الطاقة الإنتاجية القصوى لمحرك ديزل أوتو على سيارة أف700 تصل إلى 238 حصان، أما المحرك الكهربائي فينتج 20 حصانا اضافيا، ويبلغ عزم الدوران الأقصى الاجمالي في هذا النظام 400 نيوتن/متر.

## بري سكان
بري سكان هو نظام تعليق يعمل بواسطة الليزر على قراءة الطريق وتحليلها وضبط أجهزة التعليق لتتناسب معها تلقائيا. كما تم إضافة ميزة أخرى جديدة للتفاعل بين الآلة والإنسان، والتي تعمل كمساعد الي للتشغيل حيث يمكن للسائق التحدث معها مباشرة.